# Coptosperma graveolens
Coptosperma graveolens är en måreväxtart som först beskrevs av Spencer Le Marchant Moore, och fick sitt nu gällande namn av J. Degreef. Coptosperma graveolens ingår i släktet Coptosperma och familjen måreväxter.

## Underarter
Arten delas in i följande underarter:
- C. g. arabicum
- C. g. graveolens
- C. g. impolitum